# Dacryodes nitens
Dacryodes nitens är en tvåhjärtbladig växtart som beskrevs av José Cuatrecasas. Dacryodes nitens ingår i släktet Dacryodes och familjen Burseraceae. Inga underarter finns listade i Catalogue of Life.